# مرکز تحقیقات پروازی آرمسترانگ
مرکز تحقیقات پروازی آرمسترانگ (به انگلیسی: Armstrong Flight Research Center) یک مرکز ناسا واقع در پایگاه نیروی هوایی ادواردز در ایالت کالیفرنیا است. این مرکز تحقیقاتی در تاریخ ۲۶ مارس ۱۹۷۶ برای تحقیق در زمینه ترابری فضایی ایجاد شد.

## نگارخانه

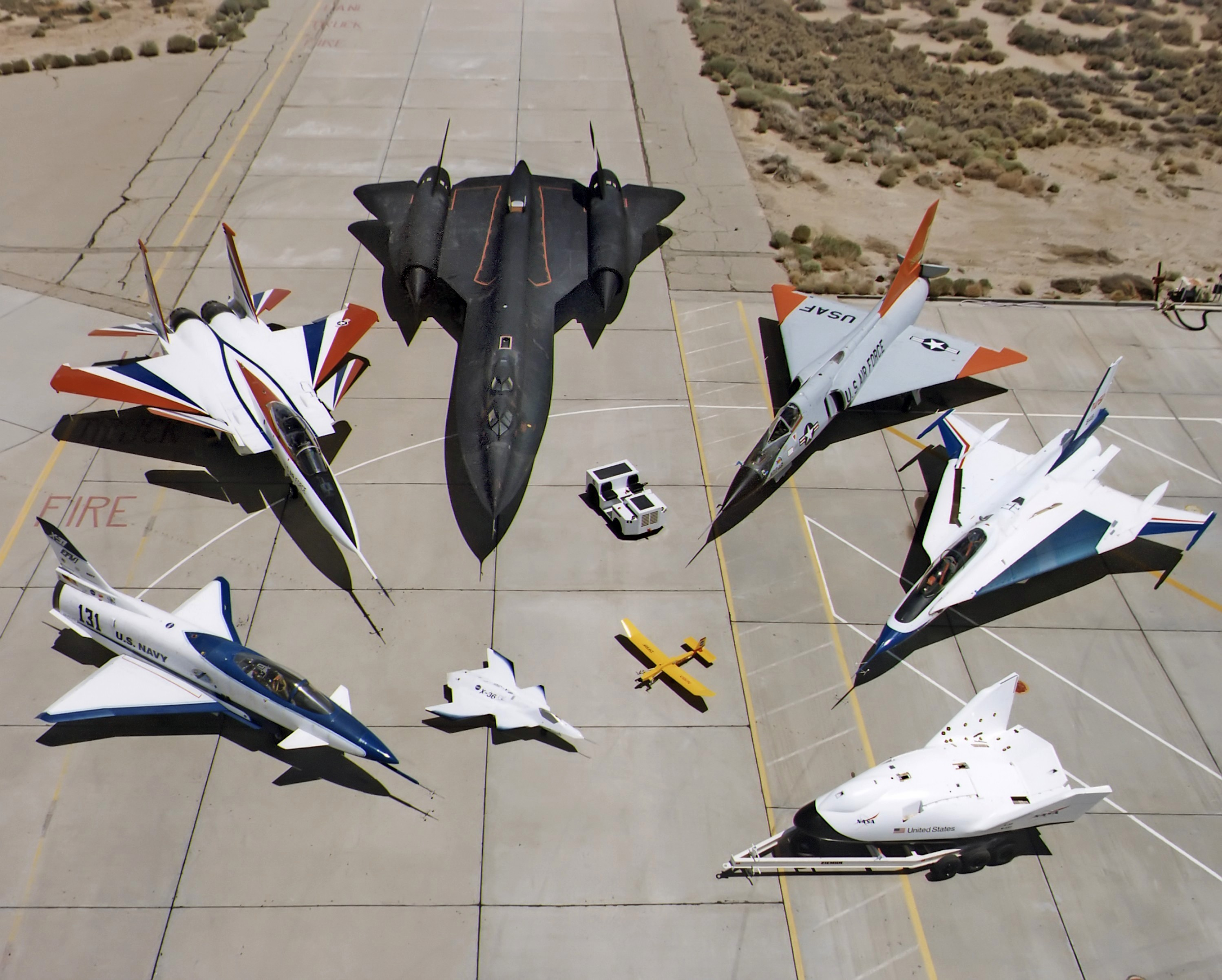
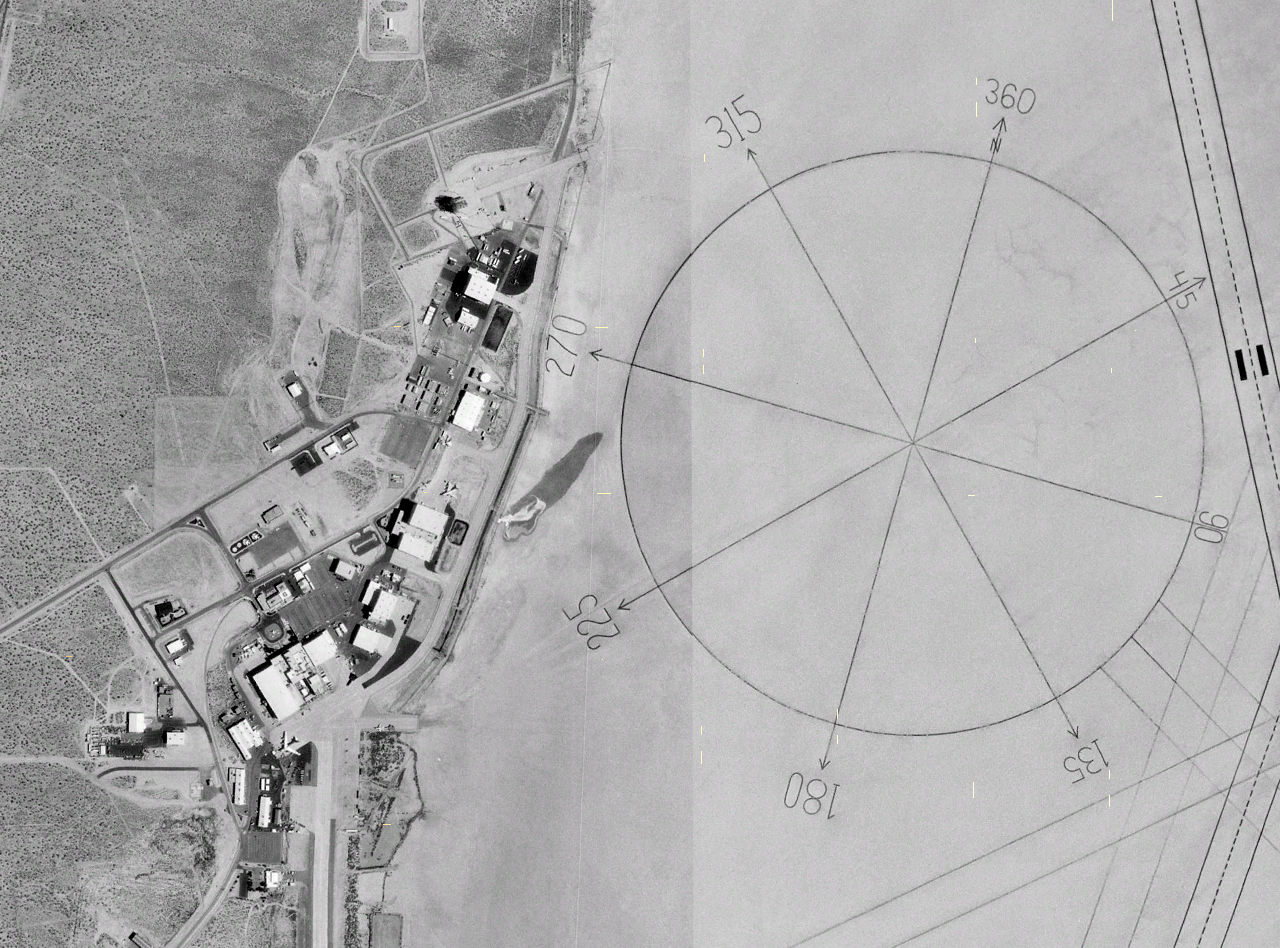